# Cavalete

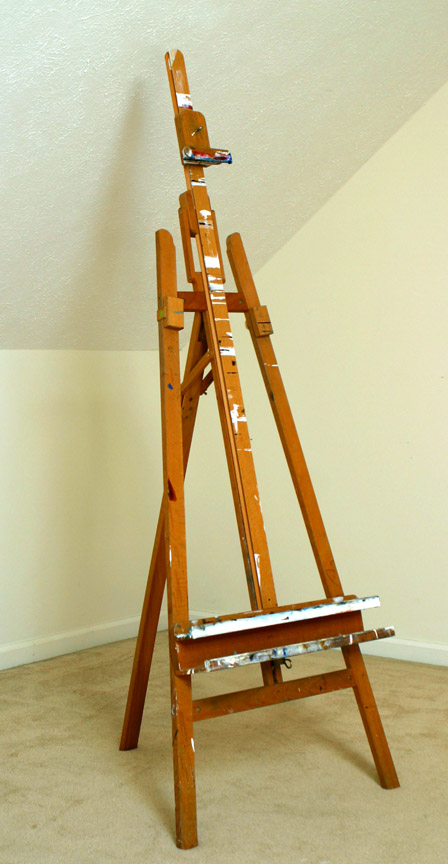
Um exemplo de cavalete de design de tripé com um mecanismo de inclinação embutido

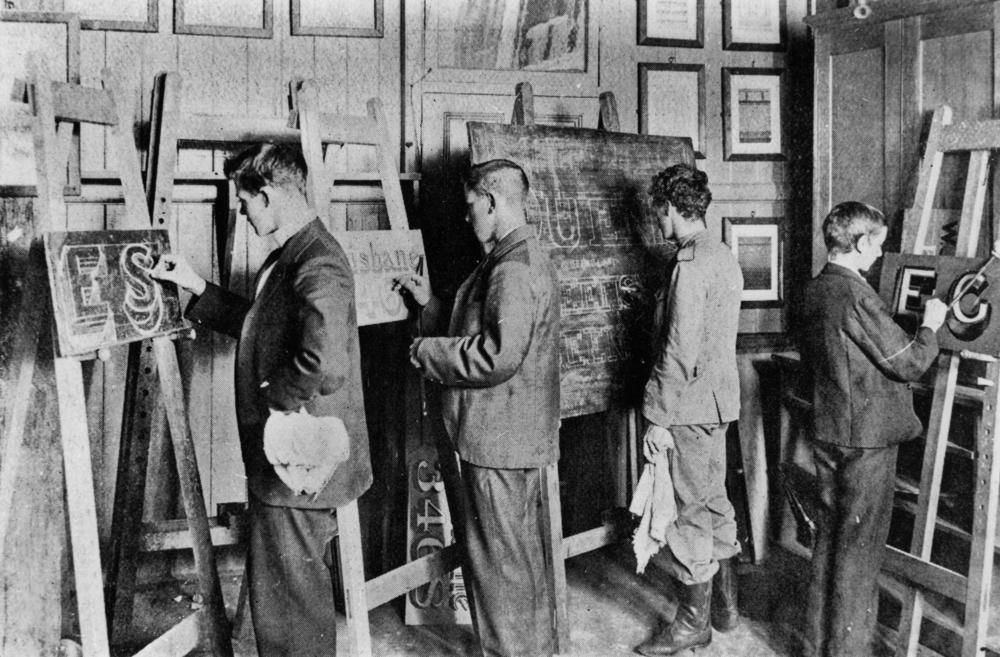
Aula de Letras do Colégio Técnico de Brisbane, ca. 1900

Um cavalete é um suporte vertical usado para exibir e/ou fixar algo que repousa sobre ele, em um ângulo de cerca de 20° em relação à vertical. Em particular, os cavaletes são tradicionalmente usados pelos pintores para apoiar uma pintura enquanto trabalham nela, normalmente em pé, e também são usados às vezes para exibir pinturas acabadas. Os cavaletes dos artistas ainda são tipicamente feitos de madeira, em designs funcionais que pouco mudaram durante séculos, ou mesmo milênios, embora novos materiais e designs estejam disponíveis. Cavaletes são normalmente feitos de madeira, alumínio ou aço.
Em uma câmara escura fotográfica, um cavalete é usado para manter o papel fotográfico em uma posição plana ou vertical (horizontal, ampliação de tamanho grande) em relação ao ampliador.